# Hadi Khanjanpour

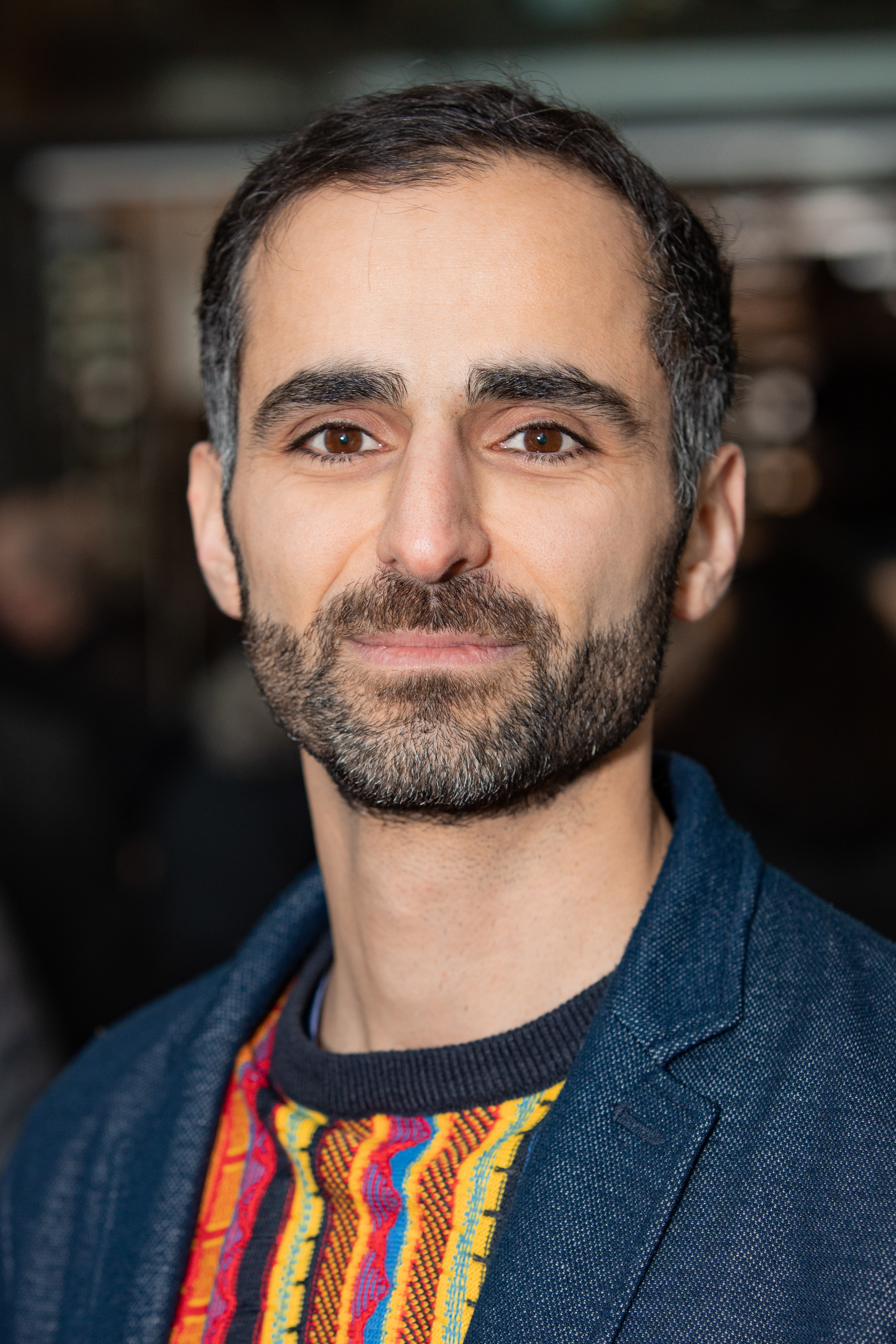
Hadi Khanjanpour (2020)

Hadi Khanjanpour (* Mai 1982 in Teheran) ist ein deutsch-iranischer Schauspieler, Regisseur und Autor.

## Leben
Khanjanpour wurde in Teheran/Iran geboren. Als er knapp fünf Jahre alt war, flüchteten er und seine Familie wegen des Iran-Irak-Krieges nach Deutschland. Er lebte rund 20 Jahre in Offenbach am Main, wo er an der Rudolf-Koch-Schule sein Abitur machte und seinen Zivildienst ableistete. Während seines Sportinformatik-Studiums kam er durch Zufall zu einem Theatercasting. Er wurde für die Hauptrolle des Stücks „Ehrensache“ von Lutz Hübner unter der Regie von Alexander Brill besetzt. Mit dem Stück gewann er 2009 den Nachwuchs-Preis für die beste darstellerische Leistung bei den hessischen Theatertagen in Marburg und 2010 den „Günther-Rühle-Preis“ für die beste schauspielerische Leistung bei der „Woche junger Schauspieler“ in Bensheim. Ab 2008 spielte er am Schauspiel Frankfurt und der Theatergruppe „Theaterperipherie“ einige Stücke, unter anderem „Die Kleinbürgerhochzeit.“
Er bewarb sich 2009 an der Schauspielschule in Ludwigsburg und wurde angenommen. Er begann mit 27 Jahren seine Schauspiel-Ausbildung unter der Leitung von Luk Perceval. Schon während seines Studiums spielte er an Theaterhäusern und war auf Gastspielen. Mit dem Studienprojekt „Die Stunde der Wahrheit“, das er selbst geschrieben hat und als Monolog spielt, wurde er an einigen Theatern, Schulen, Festivals und Einrichtungen eingeladen, unter anderem 2013 als einzige freie Produktion beim Duisburger Theatertreffen, JVA Gießen. Mit diesem Stück gewann er u. a. 2011 den Publikumspreis des 5. Iranischen Theaterfestivals in Heidelberg und den 2. Publikumspreis bei der Woche junger Schauspieler in Bensheim.
2013 beendete er sein Studium an der Akademie für Darstellende Kunst Baden-Württemberg.

## Wirken

### Nationale Tätigkeit
Schon während des Schauspielstudiums spielte er in einigen Kurzfilmen der Filmakademie in Ludwigsburg mit, unter anderem im Abschlussfilm „Porn Punk Poetry“ von Maurice Hübner. Der Film gewann unter anderem den Preis als bester mittellanger Film beim 18. Studio Hamburg Nachwuchspreis. 2013 hatte er seinen ersten Fernsehauftritt in „Ein starkes Team – Die Frau im roten Kleid“ unter Regie von Thorsten Näter. Es folgten weitere Rollen im Fernsehen und in Kurzfilmen, unter anderem unter der Regie von Kai Wessel und Niki Stein von Kamienski. 2012 hatte er eine erste kleine Kinorolle in der deutsch-türkischen Kinoproduktion „Labirent“ u. a. mit Numan Acar, Meltem Cumbul unter der Regie von Tolga Örnek.
Seine erste Tatortrolle übernahm er 2016 im NDR-Tatort „Böser Boden“ unter der Regie von Sabine Bernardi. Des Weiteren spielt er Omar in der 1055. Tatort-Episode „Ich töte niemand“ vom fränkischen Ermittlerduo Voss und Ringelhahn.
In der internationalen Serienproduktion „Bad Banks“ von ZDF und Arte, unter der Regie von Christian Schwochow, übernahm er 2018 die Rolle des Buchhalters Mohamed/Momo, und ist auch Teil der zweiten Staffel (Regie: Christian Zübert), die im Frühjahr 2020 Premiere hatte.
Im Kinofilm Die defekte Katze von Susan Gordanshekan spielt er seine erste Kinohauptrolle neben Pegah Ferydoni. Der Film feierte Premiere auf der 68. Berlinale 2018 und nahm im Wettbewerb in der Sektion „Perspektive Deutsches Kino“ teil. In dem Film spielt Khanjanpour Kian, einen in Deutschland aufgewachsenen Arzt, der auf traditionellem Weg eine iranische Frau heiratet. Erzählt wird der Versuch in Deutschland ein gemeinsames Leben zu führen.
In dem von X-Filme produzierten Mehrteiler „Die verlorene Tochter (AT)“, unter der Regie von Kai Wessel, übernahm Khanjanpour die durchgehende Nebenrolle des Hauptkommissars Mehmet Eren.
In der Kinoproduktion „Zoros Solo“ von Martin Busker, spielt er Zoros Vater „Zamir“. Die Premiere des Films fand am 15. Juni 2019 auf dem Internationales Filmfest Emden-Norderney statt und er gewann dort den Hauptpreis des Festivals, den Bernhard-Wicki-Preis in Gold, sowie den NDR Nachwuchspreis. Beim Bayerischen Filmpreis 2019 wurden die Autoren Fabian Hebestreit und Martin Busker am 17. Januar 2020 für das beste Drehbuch ausgezeichnet.
Seine nächste Kinohauptrolle übernahm er in „Stille Post (AT)“, dass von Chromosom Film und das Kleine Fernsehspiel produziert wurde. Regie führt Florian Hoffmann.

### Internationale Tätigkeit
Seit Beginn der 2020er Jahre ist Khanjanpour vermehrt in internationalen Film- und Serienproduktionen zu sehen. In der britischen Kinoproduktion The Lair (2022), unter der Regie von Neil Marshall, spielte er eine Nebenrolle neben Jamie Bamber, Jonathan Howard und Leon Ockenden.
2021 übernahm er in der zweiten Staffel der israelisch-amerikanischen Serie Tehran, produziert für den Streamingdienst Apple TV+, eine Nebenrolle neben Glenn Close, Shaun Toub und Niv Sultan.
Im Jahr 2023 wirkte Khanjanpour in Guy Ritchie's The Covenant mit, einem Hollywood-Kriegsdrama unter der Regie von Guy Ritchie, in dem er an der Seite von Jake Gyllenhaal, Dar Salim, Antony Starr und Alexander Ludwig zu sehen war.
2025 wird Khanjanpour in der Amazon-Original-Serie The Terminal List: Dark Wolf, einem Prequel zur Serie The Terminal List, in der Nebenrolle Vahid Rahimi auftreten. Die Serie entsteht unter der Regie von Paul Cameron, Frederick E. O. Toye und Liz Friedlander. Zu den Hauptdarstellern gehören Taylor Kitsch, Chris Pratt, Tom Hopper und Dar Salim.
Zudem ist Khanjanpour für die zweite Staffel der US-amerikanischen Politthriller-Serie The Agency (Paramount+ / Showtime) besetzt, deren Drehbeginn 2025 erfolgt. Die Serie wurde von Jez Butterworth und John-Henry Butterworth entwickelt. In den Hauptrollen sind Michael Fassbender, Jeffrey Wright, Jodie Turner-Smith und Richard Gere zu sehen.
Darüber hinaus ist Khanjanpour Teil des internationalen Ensembles der europäischen Serienproduktion Kabul, die sich mit der Evakuierung der afghanischen Hauptstadt im Jahr 2021 befasst. Die Dreharbeiten begannen 2024 in Griechenland, die Ausstrahlung ist für 2025 geplant.
In der indischen Spionage-Actionproduktion Tehran (nicht zu verwechseln mit der gleichnamigen Apple-Serie), die 2025 unter der Regie von Arun Gopalan erscheinen soll, übernimmt Khanjanpour die Rolle des Antagonisten Afsar. Der Film ist eine Produktion von Maddock Films mit John Abraham in der Hauptrolle.

### Als Regisseur und Autor
Nach seinem Studium begann er neben seiner Tätigkeit als Schauspieler, Stücke zu schreiben und zu inszenieren. Seine Stücke erhielten Einladungen zu Gastspielen und Festivals. Mit seinem ersten Stück „KameLions“ gewann er 2015 den Jurypreis der Hessischen Theatertage in Wiesbaden. In der Spielzeit 2014/15 stand er neben Ute Bansemir im Leitungsteam der Gruppe „Theaterperipherie“ in Frankfurt, und fungiert dort seitdem als Regisseur, Autor, Theaterpädagoge und Schauspieler.
2015 übernahm Khanjanpour seine erste Filmregie-Arbeit beim Serienpiloten „Dr. Ilegal“, der von UFA Fiction und der Filmakademie Baden-Württemberg produziert wurde. Der Film feierte weltweit Festivalerfolge, unter anderem gewann Khanjanpour damit den Europäischen Civis Medienpreis 2015 in Brüssel, und 2016 den „Best Director Award“ als bester Regisseur beim International Jaipur Festival in Indien. Die TV-Ausstrahlung war auf Arte im Magazin Kurzschluss. Von der „Deutschen Film- und Medienbewertung FWB“ erhielt der Film das Prädikat „Wertvoll“.
Für sein Kinofilmprojekt „Ein neues Stück Vergangenheit“ erhielt Khanjanpour 2015 Drehbuchförderungen vom „Hessischen Ministerium für Wissenschaft und Kunst“, und von der „Hessischen Rundfunk Filmförderung“.
Beim Filmfest Düsseldorf 2018 war er neben Hape Kerkeling, Wieland Speck, Judith Keilbach und Friedrike Hansen Jurymitglied des internationalen Filmfestivals.
Seit dem Wintersemester 2020/21 ist er als Schauspieldozent am Mozarteum Salzburg tätig.
Er ist seit 2022 Jurymitglied der hessischen Filmförderung „HessenFilm“ für den Bereich „Nachwuchs“.

## Filmografie (Auswahl)
- 2011: Lena Fauch und die Tochter des Amokläufers
- 2011: Gegenwind
- 2012: Labyrinth (Kinofilm)
- 2012: Jonny
- 2013: Ein starkes Team – Die Frau im roten Kleid
- 2013: Die Welt da draußen
- 2013: Porn Punk Poetry
- 2013: Der kleinste Mensch der Welt
- 2014: Homunculus (aka Neurosis)
- 2015: In Limbo
- 2015: Droge. Macht.
- 2015: Radikal
- 2016: Tatort – Böser Boden
- 2016: In Ayahs Augen
- 2016: Big Manni
- 2016: Maman und das Meer
- 2016: Die Herberge
- 2016–2017, 2019: Bad Banks
- 2018: Die defekte Katze
- 2018: Tatort – Ich töte niemand
- 2018: Die verlorene Tochter
- 2018: Die Agentin (Kinofilm)
- 2018: Die Kanzlei
- 2018: Rubberneck
- 2019: Zoros Solo (Kinofilm)
- 2019: Letzte Spur Berlin
- 2019: Das Institut – Oase des Scheiterns
- 2019: Bonusfamilie
- 2019: Futur Drei
- 2019: Blutige Anfänger
- 2020: Atomen/Reigen
- 2020: Quarantime
- 2020: Ethno
- 2020: Die verlorene Tochter
- 2020: Stille Post
- 2020: Notruf Hafenkante (Fernsehserie, Folge Entgleisung)
- 2020: Liebe verjährt nicht
- 2020: In aller Freundschaft (Fernsehserie, Folge Zwischen Leben und Tod)
- 2020: Sweet Disaster
- 2020: Die Bildkriegerin – Anja Niedringhaus
- 2020: Wurzeln und Flügeln (AT)
- 2021: The Lair
- 2021: Teheran (Tehran, Fernsehserie, 1 Folge)
- 2022: Tatort – Ein Freund, ein guter Freund (Fernsehfilm)
- 2022: Fritzie – Der Himmel muss warten (Fernsehserie, Folge Risiken und Nebenwirkungen)
- 2022: Der Dänemark-Krimi: Blutlinie (Fernsehfilm)
- 2022: Der Überfall (Fernsehreihe)
- 2023: SOKO Potsdam (Fernsehserie, Folge Hinter der Fassade)
- 2023: Das Signal (Fernsehserie)
- 2023: Der Pakt (Guy Ritchie’s The Covenant)
- 2024: SOKO Leipzig (Fernsehserie, Folge In Obhut)
- 2024: The Next Level
- 2024: FBI: International (Fernsehserie)
- 2024: Push (Fernsehserie)
- 2024: Dirty Angels
- 2025: How to Sell Drugs Online (Fast) (Fernsehserie)
- 2025: Kabul
- 2025: A Better Place (Fernsehserie)
- 2024: Tatort: Die große Angst (Fernsehfilm)
- 2025: Luisa

## Theater (Auswahl)
- 2008–2009: Kleiner Mann, was nun? Schauspiel Frankfurt
- 2009: Orestie. Akademie für Darstellende Kunst Baden-Württemberg
- 2009–2010: Die Kleinbürgerhochzeit. Schauspiel Frankfurt
- 2009–2011: Leyla & Medschnun. Theaterperipherie Frankfurt
- 2009–2014: Ehrensache. Theaterperipherie Frankfurt und diverse Gastspiele europaweit[34]
- 2010: Mrs. Scatterbrain und Ganesh. Theater Basel und Theater der jungen Welt Leipzig
- 2010: Performing Body. Akademie für Darstellende Kunst Baden-Württemberg
- 2010: Wie es euch gefällt. Akademie für Darstellende Kunst Baden-Württemberg
- 2011: Ich erfand Karl May. Schlossfestspiele Ludwigsburg
- 2011–2013, Ehrensache. Theater Hagen[35]
- 2012: Hans & Grete. Akademie für Darstellende Kunst Baden-Württemberg
- 2012: Wir wenig Lebende. Akademie für Darstellende Kunst Baden-Württemberg
- 2012: The Brunch Bunch. Akademie für Darstellende Kunst Baden-Württemberg
- 2013–2014: Emilia Galotti. Theater Heidelberg[36]
- 2013–2014: Candide. Theaterperipherie Frankfurt
- 2015–2018: Ich rufe meine Brüder. Theaterperipherie Frankfurt
- 2016: Monsieur Ibrahim und die Blumen des Koran. Theaterperipherie Frankfurt
- 2016–2019: La Haine. Landungsbrücken Frankfurt und diverse Gastspiele
- 2018: Asyl-Dialoge. Bühne für Menschenrechte Heimathafen Neukölln – Berlin

## Regie (Auswahl)

### Film
- 2015: Dr. Illegal, UFA Fiction & Filmakademie Baden-Württemberg, Drehbuch: Jan Galli

### Theater (Regie & Text)
- 2010–2017: Stunde der Wahrheit. Diverse Gastspiele & Festivals
- 2013: 6 x Karlos, Gallus Theater[37]
- 2014: KameLions. Theaterperipherie Frankfurt & div. Gastspiele
- 2015: MachtLiebeHoffnung? Theaterperipherie Frankfurt
- 2017: Allah liebt man(n). Theaterperipherie Frankfurt
- 2018: Der KEINE Prinz. Theaterperipherie Frankfurt

## Preise (Auswahl)

### Schauspiel
- 2009: Beste darstellerische Leistung, Nachwuchs-Preis, Hessische Theatertage für „Ehrensache“
- 2010: Günther Rühle-Preis, „Woche junger Schauspieler“ Bensheim für „Ehrensache“
- 2011: Publikumspreis, 5. Iranisches Theaterfestival Heidelberg für „Die Stunde der Wahrheit“
- 2015: 2. Publikumspreis, Woche junger Schauspieler Bensheim für „Die Stunde der Wahrheit“
- 2017: Prix de la trois, Festival Les Enfants Terribles Belgien für „In Ayahs Augen“
- 2017: Hauptpreis, Hessische Theatertage für „Hass“
- 2022: Bestes Schauspiel, Achtung Berlin Festival für "Stille Post"[38]

### Regie
- Dr. Illegal. (Kurzfilm)
- Best Director: Jaipur International Film Festival
- Best Fiction: International Tour Film Festival
- Civis Europa Medienpreis: Civis Medienstiftung[39]
- Best Writer in a Drama: SeriesFest Denver
- Sprungbrett. Publikumspreis Landshuter Kurzfilmfestival
- Ginko Award: 7. Internationalen Kreativ Wettbewerb
- Golden Eagle Award for Student, Youth and Media: 59th Cine Golden Eagle Award Washington
- KameLions (Theater)
- Jurypreis, Hessische Theatertage 2015